# Pteromalus metallicus
Pteromalus metallicus är en stekelart som beskrevs av Sureshan 2001. Pteromalus metallicus ingår i släktet Pteromalus och familjen puppglanssteklar. Inga underarter finns listade i Catalogue of Life.